# Fay Weldon

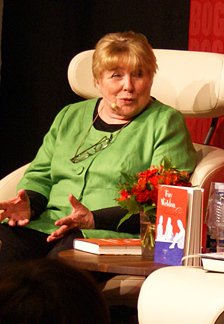
Fay Weldon in 2008

Fay Weldon (schrijversnaam van Franklin Birkinshaw) (Alvechurch, 22 september 1931 – Northampton, 4 januari 2023) was een Brits schrijfster. Haar feministische boeken gaan vaak over vrouwen die door de patriarchale structuur van de samenleving in het nauw komen.

## Levensloop
Franklin Birkinshaw werd in 1931 in Engeland geboren in een literaire familie: zowel haar grootvader Edgar Jepson als haar oom Selwyn Jepson en haar moeder Margaret (onder het pseudoniem Pearl Bellairs) waren schrijvers. Vijf weken na haar geboorte ging haar moeder met haar naar Nieuw-Zeeland. Ze woonde tot haar veertiende in Christchurch, waar haar vader Frank Thornton Birkinshaw arts was. Haar ouders scheidden toen ze vijf jaar oud was. In 1946, toen ze vijftien was, vertrok ze met haar moeder en haar zus Jane naar Engeland. Ze zag haar vader nooit terug.
Weldon studeerde psychologie en economie aan de Universiteit van St. Andrews in Schotland. Ze vertrok naar Londen toen ze een kind had gekregen zonder getrouwd te zijn. Kort daarna trouwde ze met Ronald Bateman, een 20 jaar oudere leraar, en verhuisde naar Acton (Londen). Het echtpaar scheidde twee jaar later. Weldon ging in de reclame werken om zichzelf en haar zoontje te onderhouden.
In 1962 ontmoette ze de antiekhandelaar Ronald Weldon. Ze trouwden en kregen drie zoons. Weldon begon in deze tijd met schrijven voor radio en tv. Een paar jaar later, in 1967, publiceerde ze haar eerste roman The Fat Woman's joke. In de 30 volgende jaren bouwde ze een succesvolle carrière op als schrijfster. Weldon publiceerde meer dan twintig romans en verschillende verhalenbundels, films en artikels in kranten en tijdschriften. Ze werd een bekend gezicht en stem bij de BBC. Als scenariste schreef ze mee aan de populaire ITV-dramaserie Upstairs, Downstairs.
Ronald en Fay Weldon scheidden in 1994. Zij trouwde hierop met de dichter Nick Fox, die ook haar literaire manager was. Het echtpaar scheidde in 2020. Weldon overleed op 91-jarige leeftijd.